# Liste der Kulturdenkmale in Flensburg-Altstadt
In der Liste der Kulturdenkmale in Flensburg-Altstadt sind alle Kulturdenkmale des Stadtteils Altstadt (beziehungsweise der Flensburger Innenstadt) der schleswig-holsteinischen Stadt Flensburg aufgelistet. Der Erstellung diente insbesondere die im Hauptartikel gelistete Literatur. (Stand: 14. April 2025).
Aufgrund der hohen Anzahl der Kulturdenkmale wurde die alphabetisch nach Adressen geordnete Liste in folgende drei Teillisten untergliedert:
- Liste der Kulturdenkmale in Flensburg-Altstadt - Bauliche Anlagen (A–H)
- Liste der Kulturdenkmale in Flensburg-Altstadt - Bauliche Anlagen (I–Z)

sowie diese mit Teilliste enthält mit allen Sachgesamtheiten, Mehrheiten von baulichen Anlagen und bewegliche Kulturdenkmale.
Die Bodendenkmale sind in der Liste der Bodendenkmale in Flensburg erfasst.

## Legende
In den Spalten befinden sich folgende Informationen:
- Objekt-ID: die Nummer des Kulturdenkmales
- Lage: die Adresse des Kulturdenkmales und die geographischen Koordinaten. Kartenansicht, um Koordinaten zu setzen. In der Kartenansicht sind Kulturdenkmale ohne Koordinaten mit einem roten Marker dargestellt und können in der Karte gesetzt werden. Kulturdenkmale ohne Bild sind mit einem blauen Marker gekennzeichnet, Kulturdenkmale mit Bild mit einem grünen Marker.
- Offizielle Bezeichnung: Bezeichnung des Kulturdenkmales
- Beschreibung: die Beschreibung des Kulturdenkmales
- Bild: ein Bild des Kulturdenkmales

## Sachgesamtheiten
| Objekt-ID      | Lage | Offizielle Bezeichnung                                              | Beschreibung | Bild                             |
| -------------- | --- | ------------------------------------------------------------------- | --- | -------------------------------- |
| 35265 Wikidata | Friedrich-Ebert-Straße 1, 7 (54° 46′ 51″ N, 9° 26′ 18″ O)                                                 | Deutsches Haus mit Konzertgarten                                    | Deutsches Haus mit Konzertgarten; 1928–52, Architekt Paul Ziegler u. Theodor Rieve; platzbildende Klinkerbaugruppe in kubischer Gestaltung des Neuen Bauens mit Resten des Konzertgartens und dem ehem. Musikpavillon, heute NDR-Studio - Begründung: geschichtlich, künstlerisch, städtebaulich - Schutzumfang: Deutsches Haus, Konzertgarten (Friedrich-Ebert-Straße 1), NDR Studio (Musikpavillon) (Friedrich-Ebert-Straße 7) | weitere Fotos \| Fotos hochladen |
| 35631 Wikidata | Große Straße 2 (54° 47′ 11″ N, 9° 26′ 3″ O)                                                               | Kaufmannshof Große Straße 2                                         | Kaufmannshof Große Straße 2; v. a. 19. Jh., im Kern älter; Vorderhaus des 16. Jhs. mit klassizistischer Putzfassade der Zeit um 1820, rückwärtig hofbildende Flügelbauten mit Satteldächern, nach Osten abschließender eingeschossiger Querbau mit Mansarddach - Begründung: geschichtlich, künstlerisch, städtebaulich - Schutzumfang: Vorderhaus, Rückflügel, Seitenflügel, Quergebäude | weitere Fotos \| Fotos hochladen |
| 35636 Wikidata | Große Straße 4 (54° 47′ 12″ N, 9° 26′ 3″ O)                                                               | Kaufmannshof Große Straße 4                                         | Kaufmannshof Große Straße 4; 16-19. Jh.; Vorderhaus des 16. Jhs. mit klassizistischer Putzfassade der Zeit um 1820, rückwärtig hofbildende zwei- und dreigeschossige Flügelbauten mit Satteldächern, nach Osten abschließender eingeschossiger Querbau mit Mansarddach - Begründung: geschichtlich, wissenschaftlich, künstlerisch, städtebaulich - Schutzumfang: Vorderhaus, erster Seitenflügel, zweiter Seitenflügel, dritter Seitenflügel, Querspeicher | Fotos hochladen                  |
| 36259 Wikidata | Große Straße 8 (54° 47′ 13″ N, 9° 26′ 2″ O)                                                               | Wohn- und Geschäftshaus Große Straße 8                              | Wohn- und Geschäftshaus Große Straße 8; 1893/94, 1898, Maurermeister Chr. Henningsen u. H. Höft; Vorderhaus mit historistischer Fassade und zeitgleich entstandenen rückwärtigen Flügelanbauten in Gelbstein, wenig jüngeres Hinterhaus mit ehem. Schulnutzung - Begründung: geschichtlich, städtebaulich - Schutzumfang: Wohn- und Geschäftshaus, erster Seitenflügel, zweiter Seitenflügel, Hinterhaus | BW                               |
| 47388 Wikidata | Große Straße 12 (54° 47′ 13″ N, 9° 26′ 1″ O)                                                              | ehem. "Colosseum"-Filmtheater                                       | ehem. Colosseum-Filmtheater; 1887; repräsentatives viergeschossiges Wohn- und Geschäftshaus mit hofartig angelegtem rückwärtigem Trakt und Saalanbau - Begründung: geschichtlich, künstlerisch, städtebaulich - Schutzumfang: ehem. "Colosseum"-Filmtheater, Saalanbau | BW                               |
| 35737          | Große Straße 36 (54° 47′ 17″ N, 9° 25′ 57″ O)                                                             | Wohn- und Geschäftshaus mit Quergebäude Große Straße 36             | Wohn- und Geschäftshaus mit Quergebäude; 1846, 1890/91, Arch. Alexander Wilhelm Prale; viergeschossiger Backsteinbau von 1890/91 mit neogotischer Fassadengestaltung und langgestrecktem bauzeitlicher Rückflügel, seitlich liegender schlichter geschlämmter Querbau des mittleren 19. Jhs. - Begründung: geschichtlich, künstlerisch, städtebaulich - Schutzumfang: Wohn- und Geschäftshaus, Querbau | Fotos hochladen                  |
| 47415          | Große Straße 38-40 (54° 47′ 18″ N, 9° 25′ 57″ O)                                                          | Wohn- und Geschäftshaus Große Straße 38-40                          | Wohn- und Geschäftshaus Große Straße 38-40; 18. Jh., 1919; aus zwei ehem. Giebelhäusern zusammengefasster dreigeschossiger Putzbau mit Hofbebauung aus zwei niedrigeren Seitenflügeln - Begründung: geschichtlich, städtebaulich - Schutzumfang: Wohn- und Geschäftshaus, südlicher Seitenflügel, nördlicher Seitenflügel | BW                               |
| 80             | Große Straße 42-44 (54° 47′ 18″ N, 9° 25′ 57″ O)                                                          | Kaufmannshof Große Straße 42-44                                     | Kaufmannshof Große Straße 42-44; 17-19. Jh.; aus zwei ehem. Traufenhäusern zusammengefasster zweigeschossiger Putzbau mit Hofbebauung aus niedrigeren Fachwerk- und Backsteinflügeln und nach Osten abschließendem Querbau mit weiterem Flügelanbau - Begründung: geschichtlich, künstlerisch, städtebaulich - Schutzumfang: Vorderhaus, Zwischenbau, erster nördlicher Seitenflügel, zweiter nördlicher Seitenflügel, erster südlicher Seitenflügel, zweiter südlicher Seitenflügel, Querspeicher, dritter nördlicher Seitenflügel | BW                               |
| 47420          | Große Straße 46 (54° 47′ 19″ N, 9° 25′ 57″ O)                                                             | Wohn- und Geschäftshaus Große Straße 46                             | Wohn- und Geschäftshaus Große Straße 46; 18./19. Jh.; dreigeschossiges Vorderhaus mit Rückflügel und Hofbebauung aus zwei niedrigeren Backsteinflügeln und nach Osten abschließendem Querbau - Begründung: geschichtlich, städtebaulich - Schutzumfang: Wohn- und Geschäftshaus, Rückflügel, erster Seitenflügel, zweiter Seitenflügel, Quergebäude | BW                               |
| 35661          | Große Straße 50 (54° 47′ 20″ N, 9° 25′ 57″ O)                                                             | Kaufmannshof Große Straße 50                                        | Kaufmannshof Große Straße 50; im Kern 15./16. Jh.; im 19. Jh. verändertes Vorderhaus mit nach Osten anschließender nordseitiger Hofbebauung aus um 1600 errichteten zweigeschossigen Backsteinflügeln und dreigeschossigen Querhäusern von 1890 - Begründung: geschichtlich, künstlerisch, städtebaulich - Schutzumfang: Vorderhaus, Rückflügel, Seitenflügel, mittleres Querhaus, hinteres Querhaus | BW                               |
| 35662          | Große Straße 52 (54° 47′ 20″ N, 9° 25′ 57″ O)                                                             | Kaufmannshof Große Straße 52                                        | Kaufmannshof Große Straße 52; 16. Jh., 18. Jh.; im EG verändertes Vorderhaus mit großbürgerlichem Anspruch des 18. Jahrhunderts und nach Osten anschließender nordseitiger Hofbebauung aus etwa zeitgleich errichtetem dreigeschossigen Backsteinflügeln und dreigeschossigem Querspeicher des 16. Jhs. - Begründung: geschichtlich, künstlerisch, städtebaulich - Schutzumfang: Vorderhaus, nördlicher Seitenflügel, Querspeicher | BW                               |
| 35665          | Große Straße 54 (54° 47′ 20″ N, 9° 25′ 56″ O)                                                             | Kaufmannshof Große Straße 54                                        | Kaufmannshof Große Straße 54; Mi. 19. Jh., im Kern wohl 16. Jh.; Vorderhaus mit klassizistischer Fassade und rückseitig anschließendem, etwa zeitgleich errichtetem niedrigerem Backsteinflügel - Begründung: geschichtlich, städtebaulich - Schutzumfang: Vorderhaus, Seitenflügel | BW                               |
| 35666          | Große Straße 69 (54° 47′ 19″ N, 9° 25′ 54″ O)                                                             | Kaufmannshof Große Straße 69                                        | Kaufmannshof Große Straße 69; 16-19. Jh.; dreigeschossiges Doppelgiebelhaus mit umfänglicher Hofbebauung aus vier geschlämmten zwei- bis dreigeschossigen Backsteinflügeln und nach Westen abschließendem jüngerem Querbau - Begründung: geschichtlich, künstlerisch, städtebaulich - Schutzumfang: Vorderhaus, erster nördlicher Seitenflügel, zweiter nördlicher Seitenflügel, erster südlicher Seitenflügel, zweiter südlicher Seitenflügel, Quergebäude, Hof | BW                               |
| 35667          | Große Straße 71 (54° 47′ 19″ N, 9° 25′ 54″ O)                                                             | Handwerkerhof Große Straße 71                                       | Handwerkerhof Große Straße 71; 19. Jh.; dreieinhalbgeschossiges Vorderhaushaus mit zugehörigem Rückflügel und Hofbebauung aus geschlämmten zweigeschossigen Backsteinflügel und nach Westen abschließendem älterem Querbau - Begründung: geschichtlich, städtebaulich - Schutzumfang: Vorderhaus, Seitenflügel, Quergebäude | BW                               |
| 35668          | Große Straße 73 (54° 47′ 20″ N, 9° 25′ 54″ O)                                                             | Handwerkerhof Große Straße 73                                       | Handwerkerhof Große Straße 73; 17.-19. Jh.; zweigeschossiges Vorderhaushaus mit barockem Schweifgiebel und Hofbebauung aus geschlämmten zweigeschossigen Fachwerk- und Backsteinflügel und nach Westen abschließendem jüngerem Quergebäude - Begründung: geschichtlich, künstlerisch, städtebaulich - Schutzumfang: Vorderhaus, Rückflügel, Seitenflügel, Quergebäude | BW                               |
| 29764          | Große Straße 75 (54° 47′ 20″ N, 9° 25′ 54″ O)                                                             | Kaufmannshof Große Straße 75                                        | Kaufmannshof Große Straße 75; 17.-18. Jh.; zweigeschossiges Fachwerk-Vorderhaus mit jüngerer Putzfassade und Hofbebauung aus Fachwerkflügeln sowie niedrigerem Backsteinflügel und nach Westen abschließendem Quergebäude - Begründung: geschichtlich, künstlerisch, städtebaulich - Schutzumfang: Vorderhaus, Rückflügel, erster Seitenflügel, zweiter Seitenflügel, nördlicher Seitenflügel, Quergebäude | BW                               |
| 35736          | Große Straße 77 (54° 47′ 20″ N, 9° 25′ 54″ O)                                                             | Wohn- und Geschäftshaus Große Straße 77                             | Wohn- und Geschäftshaus Große Straße 77; 19. Jh., 1868/89, Arch. Johannes Otzen; repräsentatives Wohn- und Geschäftshaus in neogotischem Stil mit zugehörigem Rückflügel und Hofbebauung aus drei teilw. verbundenen drei- und viergeschossigen Quergebäuden sowie Fabrikschornstein - Begründung: geschichtlich, künstlerisch, städtebaulich - Schutzumfang: Wohn- und Geschäftshaus, erstes Quergebäude, Verbindungsbau, zweites Quergebäude, drittes Quergebäude, Schornstein | BW                               |
| 47551          | Große Straße 79, 81 (54° 47′ 21″ N, 9° 25′ 53″ O)                                                         | Wohn- und Geschäftshaus Große Straße 79                             | Wohn- und Geschäftshaus Große Straße 79; 1895, Zimmermeister Andreas Fabian; repräsentatives Wohn- und Geschäftshaus in Formen der Neorenaissance mit Hofbebauung aus zwei teilw. verputzten zwei- und viergeschossigen Seitenflügeln sowie gelbsteinsichtigem dreigeschossigem Hinterhaus - Begründung: geschichtlich, künstlerisch, städtebaulich - Schutzumfang: Wohn- und Geschäftshaus, erster Seitenflügel (Große Straße 79); zweiter Seitenflügel, Hinterhaus (Große Straße 81) | Fotos hochladen                  |
| 35713          | Große Straße 81 (54° 47′ 21″ N, 9° 25′ 54″ O)                                                             | Wohn- und Geschäftshaus Große Straße 81                             | Wohn- und Geschäftshaus Große Straße 81; 1897, Zimmermeister Andreas Fabian; repräsentatives Wohn- und Geschäftshaus mit historisierender Putzfassade und Hofbebauung aus zwei teilw. geschlämmten dreigeschossigen Seitenflügeln sowie zweigeschossigem Hinterhaus - Begründung: geschichtlich, künstlerisch, städtebaulich - Schutzumfang: Wohn- und Geschäftshaus, erster Seitenflügel, zweiter Seitenflügel, Hinterhaus | BW                               |
| 35715          | Große Straße 83 (54° 47′ 21″ N, 9° 25′ 54″ O)                                                             | Kaufmannshof Große Straße 83                                        | Kaufmannshof Große Straße 83; 15.-20. Jh.; verändertes, im Kern spätmittelalterliches Vorderhaus mit Putzfassade und Hofbebauung aus zwei geschlämmten dreigeschossigen Seitenflügeln der Zeit um 1700 sowie dreigeschossigem Querspeicher des beginnenden 19. Jhs. - Begründung: geschichtlich, städtebaulich - Schutzumfang: Vorderhaus, erster Seitenflügel, zweiter Seitenflügel, Querspeicher | BW                               |
| 35718          | Große Straße 85 (54° 47′ 22″ N, 9° 25′ 53″ O)                                                             | Kaufmannshof Große Straße 85                                        | Kaufmannshof Große Straße 85; 16.-19. Jh.; verändertes, im Kern auf das 16. Jahrhundert zurückgehendes Vorderhaus mit Putzfassade und Hofbebauung aus zwei geschlämmten zwei- und dreigeschossigen Seitenflügeln des 16. u. 18. Jhs. - Begründung: geschichtlich, städtebaulich - Schutzumfang: Vorderhaus, erster Seitenflügel, zweiter Seitenflügel | BW                               |
| 35724          | Große Straße 87 87a, 87b (54° 47′ 22″ N, 9° 25′ 53″ O)                                                    | Kaufmannshof Große Straße 87-87b                                    | Kaufmannshof Große Straße 87; 16.-19. Jh.; 1892 nach Brand erneuertes Vorderhaus mit historisierender Putzfassade und Hofbebauung aus drei geschlämmten zweigeschossigen Seitenflügeln des 16. u. 19. Jhs. sowie nach Westen abschließendem Quergebäude von 1881 - Begründung: geschichtlich, künstlerisch, städtebaulich - Schutzumfang: Vorderhaus, erster Seitenflügel, zweiter Seitenflügel, dritter Seitenflügel, Quergebäude | BW                               |
| 15821          | Große Straße 89 (54° 47′ 22″ N, 9° 25′ 53″ O)                                                             | Handwerkerhof Große Straße 89                                       | Handwerkerhof Große Straße 89; 2. H. 19. Jh.; um 1860/70 errichtetes zweigeschossiges Vorderhaus mit schlichter Putzfassade und zugehörigem Rückflügel, nach Westen ehem. Werkstattquerbau - Begründung: geschichtlich, städtebaulich - Schutzumfang: Vorderhaus, Quergebäude | BW                               |
| 35660          | Große Straße 48 Speicherlinie 12 (54° 47′ 19″ N, 9° 25′ 58″ O)                                            | Kaufmannshof Große Straße 48/Speicherlinie 12                       | Wohn- und Geschäftshaus Große Straße 48 und Speicherlinie 12; 18./19. Jh., älterer Kern; aus zwei ehem. Giebelhäusern zusammengefasstes dreigeschossiges Vorderhaus mit neogotische Fassade und nach Osten anschließender beidseitiger Hofbebauung aus zwei- und dreigeschossigen Backsteinflügeln - Begründung: geschichtlich, künstlerisch, städtebaulich - Schutzumfang: Vorderhaus, erster nördlicher Seitenflügel, zweiter nördlicher Seitenflügel, dritter nördlicher Seitenflügel, erster südlicher Seitenflügel, zweiter südlicher Seitenflügel, dritter südlicher Seitenflügel (Große Straße 48); Speichergebäude (Speicherlinie 12) | BW                               |
| 35639 Wikidata | Große Straße 6 Speicherlinie 48 (54° 47′ 13″ N, 9° 26′ 4″ O)                                              | Kaufmannshof Große Straße 6/Speicherlinie 48                        | Kaufmannshof Große Straße 6; 16-19. Jh.; schmales Vorderhaus des mittleren 19. Jhs. mit klassizistischer Putzfassade, in dichter Bebauung rückwärtig zwei Höfe ausbildende zweigeschossige Flügelbauten und Querspeicher unterschiedlicher Entstehungszeit mit Sattel- und Pultdächern - Begründung: geschichtlich, künstlerisch, städtebaulich - Schutzumfang: Vorderhaus, erster Seitenflügel, erster Querspeicher, zweiter Querspeicher, zweiter Seitenflügel (Große Straße 6); dritter Seitenflügel, dritter Querspeicher (Speicherlinie 48) | BW                               |
| 35646 Wikidata | Große Straße 16 16a, Speicherlinie 40 (54° 47′ 14″ N, 9° 26′ 2″ O)                                        | Kaufmannshof (ehem. Löwenapotheke) Große Straße 16/Speicherlinie 40 | Kaufmannshof (ehem. Löwenapotheke) Große Straße 16 und Speicherlinie 40; v.a. 18. u. 19. Jh.; Vorderhaus von 1779 mit 1866 historistisch erneuerter Fassade und rückwärtigem Saalflügel, angrenzend niedrigerer etwa zeitgleich errichteter Flügelbau, Hinterhaus von 1906, nach Osten abschließend eingeschossiger Querbau des 19. Jhs. - Begründung: geschichtlich, wissenschaftlich, künstlerisch, städtebaulich - Schutzumfang: Vorderhaus mit Rückflügel, Seitenflügel (Große Straße 16); Querhaus (Große Straße 16a), Amalie-Lamp-Speicher (Speicherlinie 40) | weitere Fotos \| Fotos hochladen |
| 35735 Wikidata | Große Straße 10 Speicherlinie 44 (54° 47′ 13″ N, 9° 26′ 3″ O)                                             | Kaufmannshof Große Straße 10/Speicherlinie 44                       | Kaufmannshof Große Straße 6; 16-18. Jh.; dreigeschossiges giebelständiges Vorderhaus im Kern vermutl. des 16. Jhs. mit schlichter geschlämmter Fassade und Utlucht, gestaffelte Hofbebauung aus zwei Flügelbauten und 16. und 18. Jhs., östlicher Abschluss zur Speicherlinie durch Querspeicher von 1766 - Begründung: geschichtlich, künstlerisch, städtebaulich - Schutzumfang: Vorderhaus, erster Seitenflügel, zweiter Seitenflügel (Große Straße 10); Querspeicher (Speicherlinie 44) | BW                               |
| 45408          | Holm 1-3 (54° 47′ 10″ N, 9° 26′ 4″ O)                                                                     | Wohn- und Geschäftshaus Holm 1-3 mit Gnomenkeller                   | Wohn- und Geschäftshaus Holm 1-3 mit Gnomenkeller; im Kern gotisch, 1873, 1907, 1928; viergeschossiges Eckgebäude von Magnus Schlichting, sachliche Umgestaltung von Guido Widmann, darunter liegender Kreuzrippenkeller im Kern gotisch, 1873 zusammengefasst, Ausmalungen von A. Schurig (1873), W. Albertsen (1906) und Chr. Langmaack (1909) - Begründung: geschichtlich, künstlerisch, städtebaulich - Schutzumfang: Geschäftshaus, sog. "Gnomenkeller" | BW                               |
| 35743          | Holm 13 (54° 47′ 7″ N, 9° 26′ 6″ O)                                                                       | Ratsapotheke Holm 13                                                | Ratsapotheke Holm 13; Vorder (1620) - u. Rückflügel 18. Jh., Seitenflügel 19. Jh.; spätgotisches unterkellertes Giebelvorderhaus mit dreiachsiger Putzfassade mit Portalrisalit; Rückflügel ehem. dreigeschossiger Saalbau mit hohem Satteldach, im Erdgeschoss Reste eines Saales mit Stuckdecke; ehem. dreigeschossiger Seitenflügel, aufgestockt mit Flachdach - Begründung: geschichtlich, künstlerisch, städtebaulich - Schutzumfang: Vorderhaus, Rückflügel, Seitenflügel | BW                               |
| 35744          | Holm 15 (54° 47′ 7″ N, 9° 26′ 6″ O)                                                                       | Kaufmannshof Holm 15                                                | Kaufmannshof Holm 15; Vorderhaus 1938 Georg Rieve; Rück- u. Seitenflügel 1712, beide im Kern spätgotisch; zweigeschossiges giebelständiges Vorderhaus aus Backstein mit Firstzinne, südliche Erweiterung, Balkon mit geschweifter Gitterbrüstung; zweigeschossiger Rückflügel, Saalbau aus Rot- und Gelbstein, Dreieckgiebel mit flachbogigen Luken, kreuzgewölbter Keller; zweigeschossiger Seitenflügel aus Rot-u. Gelbstein, spätgotischer Keller mit Kreuzgewölben, gereihte Zargenfenster, Kranerker - Begründung: geschichtlich, künstlerisch, städtebaulich - Schutzumfang: Vorderhaus, Rückflügel, Seitenflügel | BW                               |
| 35745          | Holm 17 (54° 47′ 6″ N, 9° 26′ 6″ O)                                                                       | Kaufmannshof Holm 17                                                | Kaufmannshof Holm 17; Rück- u. 1. Seitenflügel: 16/17. Jh., Vorderhaus, 2. Seitenflügel u. Tor: 18. Jh., Quergebäude: 1844, Thielemann; zweigeschossiges Vorderhaus mit Mansarddach, spätbarocker Putzfassade, Rokoko-Pilastergliederung, Gauben mit Volutenschwüngen; zweigeschossiger geschlämmter Backsteinrückflügel mit Satteldach, gewölbte Kellerräume, Einrichtung im Stil des Louis Seize; 1. Seitenflügel zweigeschossiger Saalbau mit Satteldach, geschlämmt, Rokokosaal im Erdgeschoss; zweigeschossiger 2. Seitenflügel aus Backstein mit Satteldach, hohe Zargenfenster unter Blendbögen; zweigeschossiges Quergebäude mit Putzfassade und Satteldach, Durchgang zum Hof; korbbogiges Durchfahrtstor aus Backstein, geschlämmt - Begründung: geschichtlich, künstlerisch, städtebaulich - Schutzumfang: Vorderhaus mit Torbau, Rückflügel, erster Seitenflügel, zweiter Seitenflügel, Quergebäude                                                                                   | BW                               |
| 35751          | Holm 19-21, 19 21 (54° 47′ 6″ N, 9° 26′ 7″ O)                                                             | Kaufmannshof Holm 19-21                                             | Kaufmannshof Holm 19-21; 16./17. Jh.; Vorderhaus mit Mansarddach, Putzfassade schlicht spätklassizistisch überformt, zwei halbrunde klassizistische Treppenhäuser; nördl. 3-geschossiger Rückflügel aus Backstein, Akzentuierung durch Gelbstein, Satteldach, 2-schiffiger gewölbter Keller; 1. nördl. Seitenflügel 2- geschossig aus Gelb- und Rotstein, hohes Kellergeschoss, Satteldach, Fachwerkkranerker, 2-schiffig gewölbter Keller; 2. nördl. Seitenflügel 2-geschossig aus Rot- und Gelbstein, hohes Kellergeschoss, Satteldach; Südl. Rückflügel 3-geschossig aus Backstein, Akzentuierung durch Gelbstein, Satteldach; südl. Seitenflügel 2-geschossig aus Backstein mit stichbogigen Kelleröffnungen, Fachwerkkranerker über Ladetor, gerundeter Wendeltreppenanbau an östl. Giebelseite - Begründung: geschichtlich, künstlerisch, städtebaulich - Schutzumfang: Vorderhaus, nördlicher und südlicher Rückflügel, erster und zweiter nördlicher Seitenflügel, südlicher Seitenflügel | BW                               |
| 35753          | Holm 23 (54° 47′ 5″ N, 9° 26′ 7″ O)                                                                       | Kaufmannshof Holm 23                                                | Kaufmannshof Holm 23; 17./18. Jh.; Vorderhaus zweigeschossiges Giebelhaus mit abgewalmtem Satteldach, Putzfassade von 1928, Klosterziegelmauerwerk an südl. Traufseite, gewölbter Keller, Wappenstein; erster Seitenflügel zweigeschossig aus Gelbstein, geschlämmt, hohes Kellergeschoss, Satteldach, östlicher Fachwerkgiebel; zweiter Seitenflügel zweigeschossig aus Gelbstein, geschlämmt, Keller als Vollgeschoss, vorkragendes Fachwerk-Obergeschoss, Giebelfront in Fachwerk mit Ziegelmustern - Begründung: geschichtlich, künstlerisch, städtebaulich - Schutzumfang: Vorderhaus, erster Seitenflügel, zweiter Seitenflügel | BW                               |
| 35754          | Holm 35 (54° 47′ 4″ N, 9° 26′ 8″ O)                                                                       | Kaufmannshof Holm 35                                                | Kaufmannshof Holm 35; Vorderhaus 1905, Hof 17. Jh.; dreigeschossiges Vorderhaus mit überformter Jugendstilfassade, erkerähnlich vortretende Achsen zw. kassettierten Lisenen; dreigeschossiger Saalbau mit Satteldach, Klosterziegeln im gotischen Verband, Gelbstein; zweigeschossiger Seitenflügel mit Flachdach - Begründung: geschichtlich, künstlerisch, städtebaulich - Schutzumfang: Vorderhaus, erster Seitenflügel, zweiter Seitenflügel | BW                               |
| 35755          | Holm 39 (54° 47′ 3″ N, 9° 26′ 9″ O)                                                                       | Kaufmannshof Holm 39                                                | Kaufmannshof Holm 39; Vorderhaus 1853, Rückbauten 16. Jh., Umbau 1984-1986; dreigeschossiges Vorderhaus mit Walmdach, spätklassizistischer Putzfassade, Innen entkernt; geschlämmter zweigeschossiger Backsteinrückflügel mit Satteldach; schräg anlaufender zweiter Flügel mit halbrunden Treppenturm mit Wendeltreppe, Erdgeschoss mit bemalter bauzeitlicher Holzbalkendecke - Begründung: geschichtlich, künstlerisch, städtebaulich - Schutzumfang: Vorderhaus, Rückflügel, Seitenflügel | BW                               |
| 35756          | Holm 41 (54° 47′ 3″ N, 9° 26′ 9″ O)                                                                       | Kaufmannshof Holm 41                                                | Kaufmannshof Holm 41; im Kern alle Gebäude aus dem 15. Jh.; zweigeschossiges Giebelhaus mit Satteldach, neu gestaltete spätklassizistische Fassade, ältere Mauerverbände an Traufseiten, Innen zweischiffiger Keller; gestaffelte zweigeschossige Hoftrakte, geschlämmt mit Satteldächern, zweischiffiger Keller unter 1. Seitenflügel - Begründung: geschichtlich, künstlerisch, städtebaulich - Schutzumfang: Vorderhaus, Rückflügel, Seitenflügel | BW                               |
| 35757          | Holm 43 (54° 47′ 2″ N, 9° 26′ 10″ O)                                                                      | Kaufmannshof Holm 43                                                | Kaufmannshof Holm 43; Vorderhaus frühes 18. Jh., dreigeschossiger Traufenbau, Putzfassade in spätklassizistischer Formengebung, linke Achse turmartig überhöht; Rückflügel frühes 18. Jh. aus Backstein, geschlämmt, Traufseite mit Zieranker; 1. Seitenflügel 1988 dreigeschossiger Backsteinbau mit flachem Satteldach, geschlämmt; 2. Seitenflügel spätes 19. Jh. dreigeschossiger Backsteinbau mit Satteldach, geschlämmt, Stichbogenfensterreihen, Ladeachse mit Krankerker - Begründung: geschichtlich, künstlerisch, städtebaulich - Schutzumfang: Vorderhaus mit Wappentafel, Rückflügel mit Keller, erster Seitenflügel, zweiter Seitenflügel, Quergebäude | BW                               |
| 1851           | Holm 45 (54° 47′ 2″ N, 9° 26′ 10″ O)                                                                      | Kaufmannshof Holm 45                                                | Kaufmannshof Holm 45; giebelständiges Vorderhaus 1726, im Kern 15./16. Jh., aufgestockt mit barocker Putzfassade, Fassadengliederung wiederhergestellt, zweigeschossiger, geschmückter Schweif- und Volutengiebel, Innen kreuzgewölbter Keller; 1. Seitenflügel 17. Jh. Kern älter, dreigeschossig, dreiviertelrund vortretender Treppenturm mit Wendeltreppe, Innen zweischiffiger Keller; 2. Seitenflügel 1870 mit flachem Satteldach, zweieinhalbgeschossig, Werkstattgebäude mit Lagerräumen, Krangiebel u. Ladetore; Speicherquerbau 1830 dreigeschossig mit korbbogigem Durchgang darüber ehemaliges Ladetor, zweigeschossiger Windenerker im Satteldach - Begründung: geschichtlich, künstlerisch, städtebaulich - Schutzumfang: Vorderhaus, erster Seitenflügel, zweiter Seitenflügel, Querspeicher | BW                               |
| 35760          | Holm 47 (54° 47′ 1″ N, 9° 26′ 11″ O)                                                                      | Kaufmannshof Holm 47                                                | Kaufmannshof Holm 47; Kernbau 16. Jh., Neu- u. Umbauten Anfang 19. u. Anfang 20. Jh.; dreigeschossiges Vorderhaus mit klassizistischer Putzfassade aus zwei Hausteilen zusammengelegt, im Hof zwei Seitenflügel und ein Querspeicher mit zwei Wappentafeln - Begründung: geschichtlich, künstlerisch, städtebaulich - Schutzumfang: Vorderhaus, südlicher Seitenflügel, Querspeicher, zwei Inschrifttafeln am Querspeicher, nördlicher Seitenflügel | BW                               |
| 46042          | Holm 49-51 (54° 47′ 1″ N, 9° 26′ 11″ O)                                                                   | Kaufmannshof Holm 49-51                                             | Kaufmannshof Holm 49-51; 1881, 1900, Gebrüder Hummel, Andreas Fabian; im Kern ältere Hofanlage aus zusammengelegten Vorderhäusern und dreiteiligem Seitenflügel im Norden, südlichem Seitenflügel und zweiteiligem Quergebäude; Vorderhaus viergeschossiger Putzbau mit flachem Pultdach, mit Halbsäulen gerahmte Fensterpaare und Kastenerker, Hofgebäude 1880-1897 Gelb- und geschlämmte Rotsteinbauten mit Pultdächern - Begründung: geschichtlich, städtebaulich - Schutzumfang: Vorderhaus, 1. nördlicher Seitenflügel, 2. nördlicher Seitenflügel, 3. nördlicher Seitenflügel, südlicher Seitenflügel, nördliches Quergebäude, südliches Quergebäude | BW                               |
| 46049          | Holm 53 (54° 47′ 0″ N, 9° 26′ 11″ O)                                                                      | Gewerbehof Holm 53                                                  | Gewerbehof Holm 53; 1904/05, Magnus Schlichting; Vorderhaus viergeschossiger Putzbau mit Backsteinfassade; dichte Hofbebauung 1908 von Hans Strozda - Begründung: geschichtlich, städtebaulich - Schutzumfang: Wohn- und Geschäftshaus, erster Seitenflügel, zweiter Seitenflügel, Werkstatt- und Lagergebäude im Hof | BW                               |
| 35762          | Holm 62 (54° 47′ 3″ N, 9° 26′ 7″ O)                                                                       | ehem. Kaufmannshof und ehem. Möbelfabrik Sauermann                  | ehem. Kaufmannshof und ehem. Möbelfabrik Sauermann; Wohn und Geschäftshaus 1740, Hof- und Werkstattgebäude 1880-1897; zweigeschossiges Giebelhaus mit Satteldach, Giebelfront verändert u. verputzt, Traufwand mit vorkragendem Fachwerkobergeschoss; Rückflügel zweigeschossiger Backsteinbau mit Bohlendach; backsteinerne Werkstattgebäude der ehem. Möbelfabrik Sauermann - Begründung: geschichtlich, wissenschaftlich, städtebaulich - Schutzumfang: Wohn- und Geschäftshaus, Rückflügel; Seitenflügel, nördlicher und südlicher Werkstattflügel (ehem. Möbelfabrik Sauermann) | BW                               |
| 14237          | Holm 66 (54° 47′ 2″ N, 9° 26′ 8″ O)                                                                       | Kaufmannshof Holm 66                                                | Kaufmannshof Holm 66; Vorderhaus 1840 von Moritz Pöhler umgebaut, dreigeschossig mit spätklassizistischer Putzfassade; ältere nordseitige Hofbebauung des 18. Jh. zwei und dreigeschossige Backsteinbauten, geschlämmt mit Satteldach; südseitige Hofbebauung aus 2. Hälfte des 19. Jh., zweigeschossiger Werkstattflügel mit Fachwerkobergeschoss und Pultdach, zweigeschossiger Fachwerkbau mit auf Knaggen vorkragendem Obergeschoss; zweigeschossiger erster Querflügel mit Satteldach; viergeschossiger zweiter Querflügel von Moritz Pöhler 1903 - Begründung: geschichtlich, künstlerisch, städtebaulich - Schutzumfang: Vorderhaus, erster südlicher Seitenflügel, erster nördlicher Seitenflügel, zweiter nördlicher Seitenflügel, zweiter südlicher Seitenflügel, erster Querflügel, zweiter Querflügel | BW                               |
| 2084           | Holm 76 Nikolaikirchhof 2a (54° 47′ 1″ N, 9° 26′ 8″ O)                                                    | Kaufmannshof Holm 76 und Nikolaikirchhof 2a                         | Kaufmannshof Holm 76 und Nikolaikirchhof 2a; Vorderhaus Kern 16. Jh./1810, 1. Seitenflügel 17. Jh.; 2. Seitenflügel 18. Jh., 3. Seitenflügel spätes 19. Jh., Querspeicher 1905; dreigeschossiges traufständiges Vorderhaus mit Walmdach, klassizistische Fassade, geschlämmte Rückfront, dreischiffiger Keller, bauzeitliche Ausstattung; zwei zweigeschossige geschlämmte Seitenflügel, Fenster in stichbogigen Blenden, 3. Seitenflügel mit vorkragendem verbrettertem Obergeschoss; dreigeschossiger Querflügel mit Putzfassade, ein Fenster mit barockisierender Putzrahmung und Zwerchgiebel - Begründung: geschichtlich, künstlerisch, städtebaulich - Schutzumfang: Vorderhaus; erster, zweiter und dritter Seitenflügel; Querspeicher | BW                               |
| 40562          | Marienkirchhof 1 2-3, 4-5, 6 Kompagniestraße 4 6 8 Marienkirchhof (54° 47′ 24″ N, 9° 25′ 55″ O)           | Kirche St. Marien                                                   | Kirche St. Marien; an der Ecke Große Straße/Kompagniestraße gelegene mittelalterliche Backsteinhallenkirche St. Marien, von Kirchhof, ehem Hauptpastorat, Doppelpastorat, Distrikt- und ehem. Marien-Schule sowie platzbildprägenden Wohnhäusern umgeben - Begründung: geschichtlich, wissenschaftlich, künstlerisch, städtebaulich, Kulturlandschaft prägend - Schutzumfang: Kirche St. Marien mit Ausstattung, gepflasterter Kirchhof mit Grabmalen bis 1870, Granitpfeiler-Einfriedungen, Lindenreihen (Marienkirchhof); ehem. Hauptpastorat von St. Marien (Marienkirchhof 1); Marien-Schule (Marienkirchhof 2-3); Doppelpastorat von St. Marien (Marienkirchhof 4-5); ehem. Distrikt Schule (Marienkirchhof 6); Wohnhäuser (Kompagniestraße 4, 6, 8) | BW                               |
| 45945          | Marienstraße 6 (54° 47′ 23″ N, 9° 25′ 52″ O)                                                              | Kaufmannshof Marienburg                                             | Kaufmannshof Marienburg; 1. Hälfte 18. Jh., 1880, 1914; ehem. Hofbebauung eines Kaufmannshofes aus Backsteinquerspeicher von 1720/30 mit rundem Treppenturm, 1880 errichtetem eingeschossigem Fasslager sowie 1914 in Formen der Heimatschutzarchitektur erbautem Kontorhaus mit Fachwerkdrempel - Begründung: geschichtlich, wissenschaftlich, städtebaulich - Schutzumfang: Kontorhaus, Speicher, Fasslager | BW                               |
| 45549          | Nikolaikirchhof 2a, 2, 3, 6, 7, 8 Südermarkt 15 16 (54° 46′ 59″ N, 9° 26′ 9″ O)                           | Kirche St. Nikolai                                                  | Kirche St. Nikolai; erhöht am historischen Südermarkt gelegene mittelalterliche Backsteinhallenkirche, von Hauptpastorat, Kompastorat, Distrikt- und ehem. Mädchenschule sowie zugehörigen Wohnhäusern umgeben - Begründung: geschichtlich, wissenschaftlich, künstlerisch, städtebaulich - Schutzumfang: Kirche St. Nikolai mit Ausstattung (Nikolaikirchhof 8), Hauptpastorat der Nikolaikirche (Südermarkt 15), Kompastorat der Nikolaikirche (Südermarkt 16), Organistenhaus (Nikolaikirchhof 7), ehem. Distriktschule (Nikolaikirchhof 2), ehem. Nikolai Mädchenschule (Nikolaikirchhof 3), ehem. Küsterwohnhaus der Nikolaikirche (Nikolaikirchhof 6), Wohnhaus (Nikolaikirchhof 2a) | BW                               |
| 46212          | Norderstraße 6 (54° 47′ 25″ N, 9° 25′ 54″ O)                                                              | Wohn- und Geschäftshaus Norderstraße 6                              | Wohn- und Geschäftshaus Norderstraße 6; im Kern 15./16. Jh., zweigeschossiges im Kern spätgotisches Giebelhaus mit schlichter Putzfassade und südseitigem zweigeschossigem Fachwerkflügel des 16. Jahrhunderts - Begründung: geschichtlich, künstlerisch, städtebaulich - Schutzumfang: Wohn- und Geschäftshaus, Rückflügel | BW                               |
| 35768          | Norderstraße 8, 10 (54° 47′ 26″ N, 9° 25′ 54″ O)                                                          | Kaufmannshof Norderstraße 8                                         | Kaufmannshof Norderstraße 8; im Kern 15./16. Jh., zweigeschossiges im Kern spätgotisches Giebelhaus mit reicher barocker Fassade und Hofbebauung aus zwei gestaffelten Backsteinflügeln des 16. Jhs. - Begründung: geschichtlich, wissenschaftlich, künstlerisch, städtebaulich - Schutzumfang: Vorderhaus, Rückflügel, Seitenflügel (Norderstraße 8); Saalausstattung (Norderstraße 10) | BW                               |
| 45849          | Rathausstraße 20, 22 (54° 47′ 10″ N, 9° 25′ 59″ O)                                                        | Stadttheater Flensburg                                              | Stadttheater Flensburg; 1891–94; repräsentativer Theaterbau in Neorenaissanceformen mit zugehörigem, als Theatercafé errichtetem dreigeschossigem Wohn- und Geschäftshaus mit historistischer Gestaltung - Begründung: geschichtlich, künstlerisch, städtebaulich - Schutzumfang: Stadttheater (Rathausstraße 22), Theatercafe (Rathausstraße 20) | BW                               |
| 46602          | Angelburger Straße, Bahnhofstraße, Hafendamm, Heinrichstraße, Süderhofenden (54° 46′ 58″ N, 9° 26′ 23″ O) | Bahnbrücken, Hafenbahn Flensburg                                    | Bahnbrücken, Hafenbahn Flensburg; 1929; vier auf Anlage der Hafenbahn um 1852–54 zurückgehende Brücken, Lage an Heinrichstraße, Bahnhofstraße, Angelburger Straße und Hafendamm (Doppelbrücke), genietete Eisenkonstruktionen mit Widerlagern in Stahlbeton, an der Angelburger Straße in gelbem und rötlichem Backstein mit expressionistischen Details und verlängerter Stützmauer - Begründung: geschichtlich, künstlerisch, städtebaulich, technisch - Schutzumfang: Eisenbahnbrücken (Angelburger Straße, Bahnhofstraße, Heinrichstraße); Eisenbahn-Doppelbrücke (Hafendamm); Backsteinmauer (Süderhofenden) | BW                               |

## Mehrheit von baulichen Anlagen
| Objekt-ID      | Lage | Offizielle Bezeichnung                                                 | Beschreibung | Bild |
| -------------- | --- | ---------------------------------------------------------------------- | --- | --- |
| 45477 Wikidata | Angelburger Straße 9, 11, 13, 15 (54° 46′ 58″ N, 9° 26′ 15″ O)                                                         | Wohn- und Geschäftshäuser Angelburger Straße 9-15                      | Angelburger Straße 9-15; Wohn- und Geschäftshaus 19. Jh. dreigeschossiger traufständiger Putzbau; Wohn- und Geschäftshaus Ende 19. Jh. dreigeschossiges traufständiges Wohn- und Geschäftshaus, spätklassizistische Putzfassade, Satteldach; Kaufmannshof: zweigeschossiges giebelständiges Vorderhaus um 1700 (d), neugotische Putzfassade; Kaufmannshof: Vorderhaus 17./18. Jh. zweigeschossiges, giebelständiges Wohn- und Geschäftshaus mit geschlämmter Fassade, Fachwerkgiebel - Begründung: geschichtlich, wissenschaftlich, städtebaulich, Kulturlandschaft prägend - Schutzumfang: Wohn- und Geschäftshaus (Angelburger Straße 9); Wohn- und Geschäftshaus, Quergebäude (Angelburger Straße 11); Kaufmannshof: Vorderhaus, erstes Quergebäude (Angelburger Straße 13); Kaufmannshof: Vorderhaus, erster Seitenflügel, zweiter Seitenflügel, Querspeicher (Angelburger Straße 15) | BW |
| 35384          | Friesische Straße 15, 17, 19 (54° 46′ 56″ N, 9° 26′ 4″ O)                                                              | Mietwohnungshäuser Friesische Straße 15, 17, 19                        | Mietwohnungshäuser; 1937, Guido Widmann; drei typengleiche, dreigeschossige Wohnhäuser mit Satteldächern und Putzfassaden, mit roten Vormauersteinen verblendete Sockel, flache dreieckig vortretende Treppenhauserker, Stegrustika gerahmte Eingänge - Begründung: geschichtlich, städtebaulich - Schutzumfang: Mietwohnungshäuser Friesische Straße 15, 17, 19 | Fotos hochladen |
| 50341 Wikidata | Große Straße 9-11, 13, 15-19, 21 -23, 25, 27, 29, 31, 33, 35, 37, 39 -41, Nordergraben 30 (54° 47′ 15″ N, 9° 26′ 1″ O) | Wohn- und Geschäftshäuser Große Straße 9-41                            | Wohn- und Geschäftshausgruppe Große Straße 9-41; v.a. 18. u. 19. Jh.; umfänglicher westseitiger Abschnitt der südlichen Großen Straße, in geschlossener Bauweise drei- und viergeschossige Wohn und Geschäftshäuser mit schlichteren klassizistischen und repräsentativen historisierenden Putzfassaden im Wechsel, im Kern häufig Reste älterer Bebauung, einfachere historische Gewerbe- und Kaufmannshöfe mit rückwärtigen hofbildenden Flügelanbauten und Hinterhäusern - Begründung: geschichtlich, künstlerisch, städtebaulich - Schutzumfang: Wohn- und Geschäftshaus, nördlicher, südlicher Seitenflügel (Große Straße 9-11); Wohn- und Geschäftshaus, Rückgebäude (Große Straße 13); Wohn- und Geschäftshaus (Große Straße 15-19); Bankhaus (Große Straße 21-23); Wohn- und Geschäftshaus (Große Straße 25); Wohn- und Geschäftshaus, Rückflügel (Große Straße 27); Wohn- und Geschäftshaus, Rückflügel, Seitenflügel (Große Straße 29); Wohn- und Geschäftshaus (Große Straße 31); Kaufmannshof: Vorderhaus, nördlicher, südlicher Seitenflügel (Große Straße 33); Kaufmannshof: Vorderhaus, Rückflügel, erster, zweiter, dritter Seitenflügel (Große Straße 35); Kaufmannshof: Vorderhaus, Rückflügel, erster, zweiter Seitenflügel (Große Straße 37); Wohn- und Geschäftshaus (Große Straße 39-41) | BW |
| 50342          | Große Straße 49, 51, 53-55, 57 (54° 47′ 16″ N, 9° 25′ 56″ O)                                                           | Wohn- und Geschäftshäuser Große Straße 49-57                           | Wohn- und Geschäftshausgruppe Große Straße 49-57; 2. H. 19. Jh.- A. 20. Jh.; westseitiger Abschnitt der Großen Straße aus vier drei- bis fünfgeschossigen Wohn- und Geschäftshäusern in geschlossener Bauweise mit spätklassizistischen und repräsentativen historisierenden Putzfassaden, rückwärtig zugehörige Flügelanbauten - Begründung: geschichtlich, künstlerisch, städtebaulich - Schutzumfang: Wohn- und Geschäftshäuser Große Straße 49 (mit Rückflügel), 51 (mit Rückflügel), 53-55, 57 | BW |
| 47394 Wikidata | Große Straße 18, 20, 22, 24, 26, 28, 30, 32, 34, Speicherlinie 26, 28, 30, 34, 34a, 36 (54° 47′ 15″ N, 9° 26′ 1″ O)    | Wohn- und Geschäftshäuser Große Straße 18-34                           | Wohn- und Geschäftshausgruppe Große Straße 9-41; v.a. 18. u. 19. Jh.; umfänglicher ostseitiger Abschnitt der Großen Straße, in geschlossener Bauweise drei- und viergeschossige Wohn- und Geschäftshäuser mit schlichteren klassizistischen und repräsentativen historisierenden Putzfassaden im Wechsel, im Kern häufig Reste älterer Bebauung, zumeist historische Kaufmannshöfe mit rückwärtigen hofbildenden Flügelanbauten und Querspeichern - Begründung: geschichtlich, künstlerisch, städtebaulich - Schutzumfang: Wohn- und Geschäftshaus (Große Straße 18); Kaufmannshof: Vorderhaus, erster Seitenflügel, zweiter Seitenflügel, Querspeicher (Große Straße 20, Speicherlinie 36); Wohn- und Geschäftshaus, Rückflügel (Große Straße 22); Kaufmannshof: Vorderhaus, erster Seitenflügel, zweiter Seitenflügel, Querspeicher, Westindienspeicher (Große Straße 24, Speicherlinie 34, 34a); Kaufmannshof: Vorderhaus, erster Seitenflügel, zweiter Seitenflügel, dritter Seitenflügel (Große Straße 26); Kaufmannshof: Vorderhaus, Rückflügel, Seitenflügel, Quergebäude (Große Straße 28, Speicherlinie 30); Kaufmannshof: Vorderhaus, erster Seitenflügel, zweiter Seitenflügel, dritter Seitenflügel, vierter Seitenflügel, Querspeicher (Große Straße 30, Speicherlinie 28); Kaufmannshof: Vorderhaus, nördlicher Rückflüge, südlicher Rückflügel, erster Seitenflügel, zweiter Seitenflügel, Querspeicher (Große Straße 32, Speicherlinie 26); Kaufmannshof: Vorderhaus, Rückflügel, erster Seitenflügel, zweiter Seitenflügel (Große Straße 34) | weitere Fotos \| Fotos hochladen |
| 46564          | Holm 2-6, 8, 10, 12, 14, 16, 18, 20, Rathausstraße 15, Südergraben 13, 15 (54° 47′ 9″ N, 9° 26′ 1″ O)                  | Wohn- und Geschäftshäuser Holm 2-20/Rathausstraße 15/Südergraben 13-15 | Wohn- und Geschäftshäuser; 1853, spätes 19. Jh.- frühes 20. Jh.; Baureihe von acht drei- bis viergeschossigen Wohn- und Geschäftshäusern mit belebten Putz- und Backsteinfassaden in historisierendem Dekor; zum Südergraben Wohnhäuser auf den Rückgrundstücken - Begründung: geschichtlich, künstlerisch, städtebaulich - Schutzumfang: Wohn- und Geschäftshäuser Holm 14, 16, 18, 20, Geschäftshäuser Holm 2-6/Rathausstraße 15, Holm 8, Wohnhaus Christiansen Holm 10, Bankgebäude Holm 12, Rückflügel Holm 16, Seitenflügel Holm 18, Wohnhäuser Südergraben 13, 15 | [[Vorlage:Bilderwunsch/code!/O:Wohn- und Geschäftshäuser Holm 2-20/Rathausstraße 15/Südergraben 13-15!/C:54.785826,9.433597!/D:Holm 2-6, 8, 10, 12, 14, 16, 18, 20, Rathausstraße 15, Südergraben 13, 15, Wohn- und Geschäftshäuser Holm 2-20/Rathausstraße 15/Südergraben 13-15!/\|BW]] |
| 26895          | Marienstraße 1, 3-5, 7, 9, 11, 13, 15, 17, 19 (54° 47′ 22″ N, 9° 25′ 52″ O)                                            | Wohnhäuser Marienstraße 1-19                                           | Bebauung Marienstraße 1-19; 17. - 19. Jh.; homogene Baugruppe aus schlichten überwiegend zweigeschossigen Wohnhäusern in Traufstellung, Fachwerkbauten teils mit Kraggeschossen, Fassaden teilweise in geschlämmtem Backstein, in Ecklage zur Großen Straße ehem. Gasthaus "Porticus 1740" aufwändiger Fachwerkbau 17./18. Jh. - Begründung: geschichtlich, wissenschaftlich, städtebaulich - Schutzumfang: Gasthaus "Porticus 1740" (Marienstraße 1); Wohnhäuser Marienstraße 3-5, 7, 9, 11, 13, 15, 17, 19 | BW |
| 26896          | Marienstraße 8, 10, 12, 14 (54° 47′ 23″ N, 9° 25′ 51″ O)                                                               | Wohnhauszeile Marienstraße 8-14                                        | Wohnhauszeile Marienstraße 8-14; 17. ʹ Anfang 19. Jh.; homogene Baugruppe aus schlichten zweigeschossigen Traufenhäusern mit Satteldächern, Nr. 8 u. 10 Fachwerkbauten mit Kraggeschossen, Nr. 12 u. 14 Backsteinbauten mit schlichten Putzfassaden - Begründung: geschichtlich, künstlerisch, städtebaulich - Schutzumfang: Wohnhäuser Marienstraße 8, 10, 12, 14 | Fotos hochladen |
| 49756          | Neue Straße 1, 3, 5, 7, 9, 11-13, 15-17, 19 (54° 47′ 27″ N, 9° 25′ 56″ O)                                              | Baugruppe Neue Straße 1-19                                             | Baugruppe Neue Straße 1-19; 18.-19. Jahrhundert; geschlossene Straßenfront aus ein und zweigeschossigen, giebel- und traufständigen Wohn- und Geschäftshäusern mit charakteristischen kleinteiligen Hofbebauungen - Begründung: geschichtlich, wissenschaftlich, künstlerisch, städtebaulich - Schutzumfang: Wohn- und Geschäftshäuser Neue Straße 1, 3, 5, 7, 9, 11-13, 15-17, 19, Segelmacherstraße 20 | BW |
| 51276          | Nikolaistraße 2, 4 (54° 47′ 4″ N, 9° 26′ 9″ O)                                                                         | Geschäftshaus Nikolaistraße 2-4                                        | Geschäftshaus Nikolaistraße 2-4; 1904, 1922, 1955–58, 1992–93, Architekten Georg Willrath, Willy Troost, Ernst Stoffers, Gunnar Carlson; viergeschossiges Putzgebäude mit ausgebautem Satteldach und polygonalem Eckturm, Fassadengliederung durch Lisenen, hochrechteckige Sprossenfenster und ornamentiertes Konsolgesims, risalitartiger Fahrstuhlturm mit Spitzdach an nördlicher Fassade - Begründung: geschichtlich, städtebaulich - Schutzumfang: Wohn- und Geschäftshaus (Nikolaistraße 2), Geschäftshaus (Nikolaistraße 4) | BW |
| 14063          | Norderfischerstraße 1, 3, 5, 7, Norderstraße 104-106, Schiffbrücke 55 (54° 47′ 39″ N, 9° 25′ 56″ O)                    | Mietwohnungshäuser Norderfischerstraße/Norderstraße/Schiffbrücke       | Blockbebauung Norderfischerstraße; 1936–38, Arch. Hans Maria Ehrhardt u. Johannes Boy Carstens für die Wohnungsbau Flensburg; Block aus drei-, an der Norderstraße viergeschossigen Putzbauten auf hohen Backsteinsockeln und mit pfannengedeckten Sattel- und Walmdächern, schlichte Rauputzfassaden gegliedert mit schmalen übergiebelten Treppenhauserkern, mittig liegende Eingänge mit Rotsteinrahmung - Begründung: geschichtlich, städtebaulich - Schutzumfang: Mietwohnungshäuser Norderfischerstraße 1, 3, 5, 7; Norderstraße 104-106; Schiffbrücke 55 | [[Vorlage:Bilderwunsch/code!/O:Mietwohnungshäuser Norderfischerstraße/Norderstraße/Schiffbrücke!/C:54.794292,9.432085!/D:Norderfischerstraße 1, 3, 5, 7, Norderstraße 104-106, Schiffbrücke 55, Mietwohnungshäuser Norderfischerstraße/Norderstraße/Schiffbrücke!/\|BW]]                 |
| 45940          | Nordermarkt 4, 5, 6, 7 (54° 47′ 22″ N, 9° 25′ 56″ O)                                                                   | Wohn- und Geschäftshäuser Nordermarkt 4-7                              | Wohn- und Geschäftshausgruppe Nordermarkt 4-7; 18. Jh., um 1860; geschlossene Gruppe aus drei zweigeschossigen Fachwerkbuden mit Putzfassaden und Mittelzwerchhäusern sowie dreigeschossigem Gelbsteinbau mit spätklassizistischer Putzfassade und stumpfer Ecke - Begründung: geschichtlich, städtebaulich - Schutzumfang: Wohn- und Geschäftshäuser Nordermarkt 4, 5, 6, 7 | BW |
| 46076          | Norderstraße 1, 3, 5, 7, 9, 11-13, 15-17, 19 (54° 47′ 24″ N, 9° 25′ 53″ O)                                             | Wohn- und Geschäftshäuser Norderstraße 1-19                            | Wohn- und Geschäftshausgruppe Norderstraße 1-19; v.a. 19. Jh.; westseitige Bebauung der südlichen Norderstraße, geschlossene Reihe aus acht zwei- bis viergeschossigen Wohn- und Geschäftshäusern mit historisierenden zumeist verputzten Fassaden des ausgehenden 19. Jhs., im Kern häufig Reste älterer Bebauung, rückwärtig hofbildende Flügelbauten und Quergebäude - Begründung: geschichtlich, wissenschaftlich, künstlerisch, städtebaulich - Schutzumfang: Wohn- und Geschäftshäuser Norderstraße 1, 3 (mit Hofflügel), 5, 7 (mit Seitenflügel, Quergebäude), 9 (mit Rückflügel), 11-13 (mit Rückflügel), 15-17 mit (südlicher Seitenflügel, Quergebäude), 19 | BW |
| 39317          | Norderstraße 2, 4, Kompagniestraße 1, 3 (54° 47′ 25″ N, 9° 25′ 54″ O)                                                  | Wohn- und Geschäftshäuser Norderstraße 2, 4/Kompagniestraße 1, 3       | Wohn- und Geschäftshäuser Norderstraße/Kompagniestraße; 2. H. 19. Jh., 1925; die Abzweigung der Kompagniestraße von der Norderstraße im nördlichen Bereich umschreibende Gruppe aus vier zwei- bis dreigeschossigen traufständigen Traufenhäusern, Norderstraße 2 als überleitendes Eckgebäude mit stumpfer Ecke - Begründung: geschichtlich, städtebaulich - Schutzumfang: Wohn- und Geschäftshäuser Kompagniestraße 1, Norderstraße 2, 4; Wohnhaus Kompagniestraße 3, Hofgebäude Norderstraße 4 | BW |
| 50019          | Norderstraße 31, 33, 35, 37, 39, 41, 43, 45, 47, 49, 51 (54° 47′ 28″ N, 9° 25′ 53″ O)                                  | Wohn- und Geschäftshäuser Norderstraße 31-51                           | Wohn- und Geschäftshäuser Norderstraße 31-51; v. a. 19. Jh.; westseitiger Abschnitt der Norderstraße zwischen Toosbüystraße und dänischer Zentralbibliothek, in geschlossener Bauweise dreigeschossige Wohn- und Geschäftshäuser mit repräsentativen historisierenden Putzfassaden des ausgehenden 19. Jhs. im Wechsel mit spätbarocken zweigeschossigen Wohnhäusern, im Kern häufig Reste älterer Bebauung, einfachere historische Gewerbe- und Kaufmannshöfe mit rückwärtigen hofbildenden Flügelanbauten und Nebengebäuden - Begründung: geschichtlich, künstlerisch, städtebaulich - Schutzumfang: Kaufmannshof: Vorderhaus, Rückflügel, Seitenflügel, Querspeicher (Norderstraße 31), Gewerbehof: Vorderhaus, Rückflügel, Quergebäude, ehem. Querspeicher (Norderstraße 33), Gewerbehof: Vorderhaus, Rückflügel, ehem. Querspeicher (Norderstraße 35), Kaufmannshof: Vorderhaus, Rückflügel, Seitenflügel, ehem. Querspeicher (Norderstraße 37), Wohn- und Geschäftshaus, Rückflügel, Seitenflügel (Norderstraße 39), Wohnund Geschäftshaus (Norderstraße 41, 45), Gasthaus "Silberquell" (Norderstraße 43), Wohn- und Geschäftshaus, Rückflügel, Hinterhaus (Norderstraße 47), Handwerkerhof: Vorderhaus, Rückflügel, Seitenflügel, Querspeicher (Norderstraße 49), Handwerkerhof: Vorderhaus, Rückflügel, Querspeicher (Norderstraße 51) | BW |
| 50101          | Norderstraße 108, 110, 112, 114, 116, 118, 120, 122, 124 (54° 47′ 41″ N, 9° 25′ 53″ O)                                 | Wohn- und Geschäftshäuser Norderstraße 108-124                         | Wohn- und Geschäftshäuser Norderstraße 108-124; 18. Jh. bis Ende 19. Jh., Gebr. Hummel, Chr. Henningsen, Zimmermeister M. F. Petersen; einseitige Bebauung der östlichen Norderstraße, zwei- bis dreigeschossige Wohn- und Geschäftshäuser mit älterer Hofbebauung, Putz- und Ziegelbauten in Formen des Barock und des Historismus, die Hofgebäude teils in Fachwerk, herausragend der Querspeicher von 1877 - Begründung: geschichtlich, künstlerisch, städtebaulich - Schutzumfang: Wohn- und Geschäftshaus, erster Seitenflügel, zweiter Seitenflügel (Norderstraße 108), Wohnhaus mit Rückflügel (Norderstraße 110), Kaufmannshof: Vorderhaus, Seitenflügel, Hinterhaus (Norderstraße 112), Wohn- und Geschäftshaus, erster Seitenflügel, zweiter Seitenflügel (Norderstraße 114), Wohn- und Geschäftshaus (Norderstraße 116), Wohn- und Geschäftshaus, Hofgebäude (Norderstraße 118), Gewerbehof: Vorderhaus, Seitenflügel, Rückflügel, Querspeicher (Norderstraße 120), Wohn- und Geschäftshaus (Norderstraße 122), Wohn- und Geschäftshaus(Norderstraße 124) | BW |
| 45799          | Rathausstraße 6-8, 10, 12, 14, 16 (54° 47′ 11″ N, 9° 26′ 6″ O)                                                         | Wohn- und Geschäftshäuser Rathausstraße 6-16                           | Wohn- und Geschäftshausgruppe Rathausstraße 6-16; 2. H. 19. Jh.; geschlossene heterogene Gruppe aus fünf drei und viergeschossigen Wohn- und Geschäftshäusern mit historisierenden Putz- und Backsteinfassaden - Begründung: geschichtlich, künstlerisch, städtebaulich - Schutzumfang: Wohn- und Geschäftshäuser Rathausstraße 6-8, 10, 12, 14, 16 | BW |
| 45827          | Rote Straße 8, 10, 12, 14, 16, 18- 20, 22, 24, 26-28, 30 (54° 46′ 55″ N, 9° 26′ 9″ O)                                  | Baugruppe Rote Straße 8-30                                             | Rote Straße 8-30; 18.-19. Jh.; Reihe von Wohn- und Wirtschaftsgebäuden mit westlich liegenden Kaufmanns- und Handwerkerhöfen mit zugehörigen Rück- und Hofgebäuden, im Norden drei- viergeschossig, gen Süden zweigeschossig - Begründung: geschichtlich, städtebaulich - Schutzumfang: Wohn- und Geschäftshaus (Rote Straße 8); Wohn- und Geschäftshaus (Rote Straße 10); Wohn- und Geschäftshaus, Rückflügel, Quergebäude (Rote Straße 12); Kaufmannshof: Vorderhaus, Seitenflügel und Quergebäude (Rote Straße 14); Kaufmannshof: Vorderhaus, nördlicher und südlicher Seitenflügel, Quergebäude (Rote Straße 16); Kaufmannshof: Vorderhaus, Seitenflügel, Remise, Quergebäude (Rote Straße 18-20); Kaufmannshof: Vorderhaus (Rote Straße 22); Kaufmannshof: Vorderhaus, nördlicher Seitenflügel, südliches Hinterhaus, Werkstattbau, Quergebäude (Rote Straße 24); Kaufmannshof: Vorderhaus, Seitenflügel, östlicher und westlicher Querspeicher (Rote Straße 26-28); Kaufmannshof: Vorderhaus, Seitenflügel, Quergebäude (Rote Straße 30) | BW |
| 45939          | Rote Straße 9, 11-13 (54° 46′ 55″ N, 9° 26′ 9″ O)                                                                      | Wohn- und Geschäftshäuser Rote Straße 9-13                             | Wohn- und Geschäftshäuser Rote Straße 9-13; letztes Viertel des 18. Jh.; Nr. 9 dreigeschossiger, traufständiger Putzbau, Satteldach, rustiziertes Erdgeschoss, stichbogige Fenster mit profilierter Rahmung; Nr. 11-13 zwei vereinigte zweigeschossige Traufenhäuser, Satteldach, schlichte geschlämmte Fassade, Hoffassade Nr. 11 verblendet, Rückfront Nr. 13 bauzeitlich - Begründung: geschichtlich, städtebaulich - Schutzumfang: Wohn- und Geschäftshäuser Rote Straße 9, 11-13 | BW |
| 45615          | Schiffbrücke 4, 5, 6, 7, 8-9, 10 (54° 47′ 23″ N, 9° 26′ 0″ O)                                                          | Baugruppe Schiffbrücke 4-10                                            | Baugruppe Schiffbrücke 4-10; 19. Jh.; geschlossene Reihe aus sechs zwei- bis dreigeschossigen traufständigen Putzbauten mit Satteldächern an der platzähnlichen Verbreiterung der südlichen Schiffbrücke, schlichte Fassaden teils mit historistischen Details - Begründung: geschichtlich, städtebaulich - Schutzumfang: Wohn- und Geschäftshäuser (Schiffbrücke 4, 5, 6, 7, 8-9), ehem. Gemeindehaus (Schiffbrücke 10) | BW |
| 49935          | Schiffbrücke 19, 20, 21, 22, 23, 24 (54° 47′ 29″ N, 9° 26′ 0″ O)                                                       | Baugruppe Schiffbrücke 19-24                                           | Baugruppe Schiffbrücke 19-24; 17./18./19. Jh.; geschlossene Reihe aus sechs zwei- bis dreigeschossigen Wohn- und Geschäftshäusern in heterogener Gestaltung, Nr. 20 und 23 aus dem 17./18. Jh., Nr. 23 in Fachwerk, maßstabsprengend die Backsteinbauten Nr. 21 und 24 mit reicher neugotischer Gestaltung, Nr. 19 und 22 mit schlichten Putzfassaden - Begründung: geschichtlich, künstlerisch, städtebaulich - Schutzumfang: Wohn- und Geschäftshäuser (Schiffbrücke 19, 21, 22, 24), Gasthaus (Schiffbrücke 20), Segelmacherei (Schiffbrücke 23) | BW |
| 45614          | Schiffbrückstraße 1, 2, 3, 4, 6, 8- 8a, Nordermarkt 3 (54° 47′ 22″ N, 9° 25′ 59″ O)                                    | Baugruppe Schiffbrückstraße 1-8a/Nordermarkt 3                         | Bebauung Schiffbrückstraße/Nordermarkt; E. 19. Jh.; beidseitige geschlossene Bebauung der Schiffbrückstraße durch zwei- bis fünfgeschossige Wohn- und Geschäftshäuser mit aufwändigen neogotischen Backsteinfassaden auf der Süd- und Putzfassaden in spätklassizistischen und Neorenaissanceformen auf der Nordseite - Begründung: geschichtlich, künstlerisch, städtebaulich - Schutzumfang: Wohn- und Geschäftshäuser (Nordermarkt 3, Schiffbrückstraße 1, 2, 8-8a), ehem. "Sommers Hotel" (Schiffbrückstraße 3), ehem. Lagerhaus/Wohnhaus (Schiffbrückstraße 4), Mietwohnungshaus (Schiffbrückstraße 6) | BW |
| 49797 Wikidata | Schloßstraße 4, 6, 8, 10 (54° 47′ 37″ N, 9° 25′ 50″ O)                                                                 | Wohnhäuser Schloßstraße 4-10                                           | Wohnhausgruppe Schloßstraße 4-10; 1. H. 19. Jh.; geschlossene Reihe aus vier zwei- bis dreigeschossigen Traufenhäusern mit Satteldächern, Backsteinbauten mit geschlämmten Fassaden, Nr. 4 breitgelagertes Doppelhaus mit Treppenvorbauten, sonst Einzelhäuser - Begründung: geschichtlich, städtebaulich - Schutzumfang: Doppelhaus (Schloßstraße 4), Wohnhäuser (Schloßstraße 6, 8, 10) | BW |
| 24781 Wikidata | Schloßstraße 11, 13, 13-15, 17, 19 (54° 47′ 38″ N, 9° 25′ 48″ O)                                                       | Wohnhäuser Schloßstraße 11-19                                          | Wohnhausgruppe Schloßstraße 11-19; 1. H. 19. Jh.; homogene Gruppe aus fünf zweigeschossigen Wohnhäusern in gewachsener Struktur, schlichte verputzte oder geschlämmte Backsteingebäude, ziegelgedeckte Sattel- oder Halbwalmdächer, Vorplatz zwischen Nr. 13 u. 15 - Begründung: geschichtlich, künstlerisch, städtebaulich - Schutzumfang: Wohnhäuser Schloßstraße 11, 13, 15, 17, 19, Vorplatz Schloßstraße 13-15 | weitere Fotos \| Fotos hochladen |
| 49811 Wikidata | Schloßstraße 31, 33, 35, 37, 41, 43, 44-46, 45, 48, 50, 52, 54, Duburger Straße 35 (54° 47′ 39″ N, 9° 25′ 40″ O)       | Baugruppe westliche Schloßstraße                                       | Bebauung westliche Schloßstraße; Ende 19./Anfang 20. Jh.; beidseitige Bebauung der westlichen Schloßstraße mit Einmündung in die Duburger Straße, überwiegend drei- bis viergeschossige Mietwohnhäuser, Putzbauten in Formen des Spätklassizismus und des Jugendstils, herausragend das ehem. Guttempler-Logenhaus von 1906 mit Kern des 18. Jhs. sowie das ehem. Gewerkschaftshaus von 1912 - Begründung: geschichtlich, künstlerisch, städtebaulich - Schutzumfang: Mietwohnungshäuser (Duburger Straße 35, Schloßstraße 31, 33, 43, 45, 48, 50, 52, 54), Guttempler Logenhaus (Schloßstraße 35), ehem. Stiftungshaus "Mohr'sches Heim" (Schloßstraße 41), ehem. Gewerkschaftshaus (Schloßstraße 44-46), Wohn- und Geschäftshaus (Schloßstraße 37) | BW |
| 45250 Wikidata | Südergraben 27, 29, 31, 33, 35, 37, 39, 43, 45, 47 (54° 47′ 5″ N, 9° 26′ 2″ O)                                         | Baugruppe Südergraben 27-47                                            | Baugruppe Südergraben 27-47; 1884-1904; Gruppe aus zehn ein- bis viergeschossigen Wohnhäusern mit repräsentativen historisierenden Putz- und Backsteinfassaden in geschlossener und halboffener Bauweise - Begründung: geschichtlich, künstlerisch, städtebaulich - Schutzumfang: Stadtvilla (Südergraben 27), Wohn- und Geschäftshäuser (Südergraben 29, 39), Wohnhäuser (Südergraben 31 (mit Einfriedung), 33, 35, 37), Villa (Südergraben 43), ehem. Kunstgewerbeschule Sauermann (Südergraben 45), Villa Sauermann (Südergraben 47) | BW |
| 14340 Wikidata | Südermarkt 1, 2, 3, 4, 7, 8, 9, 10, 11, 12, 13-14, Angelburger Straße 2, Holm 61, 63 (54° 46′ 58″ N, 9° 26′ 11″ O)     | Platzrandbebauung Südermarkt                                           | Südermarkt Flensburg; 15.-20. Jh.; heterogene ost-, west- und südseitige Bebauung des historischen Südermarktes aus zwei- bis fünfgeschossigen Wohn- und Geschäftshäusern unterschiedlicher Entstehungszeit und Gestaltung - Begründung: geschichtlich, wissenschaftlich, künstlerisch, städtebaulich - Schutzumfang: Kaufmannshof: Vorderhaus, Rückflügel, südlicher Seitenflügel, Querspeicher (Südermarkt 1); Wohn- und Geschäftshäuser (Angelburger Straße 2, Holm 63, Südermarkt 2, 3, 4, 7, 8, 9); Fassaden Wohn- und Geschäftshaus (Holm 61, Südermarkt 10); Renaissance-Fassade (Südermarkt 11); Kaufmannshaus/Apotheke (Südermarkt 12); Stadtsparkassen-Filiale (Südermarkt 13-14) | BW |

## Ehemalige Kulturdenkmale
| Objekt-ID      | Lage                                               | Offizielle Bezeichnung | Beschreibung | Bild                             |
| -------------- | -------------------------------------------------- | ---------------------- | --- | -------------------------------- |
|                | Angelburger Straße 2 (54° 46′ 57″ N, 9° 26′ 13″ O) | Geschäftshausgruppe    | zusammengebrochen | Fotos hochladen                  |
| 14229 Wikidata | Oluf-Samson-Gang (54° 47′ 31″ N, 9° 25′ 56″ O)     | Oluf-Samson-Gang       | Einzelobjekte sind als bauliche Anlagen geschützt - Begründung: geschichtlich, städtebaulich - Schutzumfang: Alteintragung (Aktualisierung vorgesehen) - Denkmaltyp: Bauliche Anlage | weitere Fotos \| Fotos hochladen |

## Bewegliche Kulturdenkmale
| Objekt-ID     | Lage                                      | Offizielle Bezeichnung  | Beschreibung | Bild                             |
| ------------- | ----------------------------------------- | ----------------------- | --- | -------------------------------- |
| 5177 Wikidata | Schiffbrücke (54° 47′ 26″ N, 9° 26′ 4″ O) | Dampfschiff "Alexandra" | * Begründung: geschichtlich, künstlerisch, technisch, Kulturlandschaft prägend - Schutzumfang: gesamtes Objekt - Denkmaltyp: Bewegliches Kulturdenkmal | weitere Fotos \| Fotos hochladen |

## Quelle
- Liste der Kulturdenkmale in Schleswig-Holstein – Stadt Flensburg (PDF)